# Ba Vi nationalpark
Ba Vi nationalpark (Vietnamesiska: Vườn quốc gia Ba Vì) är en nationalpark belägen 50 kilometer väster om Hanoi i Hà Tây provinsen. Namnet kommer från bergskedjan Ba Vi där parken ligger. Parken har en rik och varierande tropisk och subtropisk flora och fauna. På grund av sin närhet till Hanoi så är parken en populär söndagsutflykt för många yngre par.